# Madiha Kotb
Madiha El Mehelmy Kotb (Gizé, 1953) é uma engenheira mecânica e consultora canadense nascida no Egito e ex-executiva da Régie du bâtiment du Québec (RBQ), que foi a 132º presidente da Sociedade dos Engenheiros Mecânicos dos Estados Unidos em 2013–2014.

## Biografia
Nascida em Gizé, Egito, Kotb frequentou o Lycée Français du Caire e estudou ciência dos materiais na Universidade Americana do Cairo no início da década de 1970. Em 1974 foi para o Canadá, onde continuou a estudar na Universidade Concórdia em Montreal, Quebec, onde obteve um BSc em engenharia mecânica em 1976 e um MSc em 1981 em engenharia mecânica.
De 1989 a 2015 Kotb serviu no Canadian National Board of Boilers and Pressure Vessels Inspectors, e em 2013-2014 foi presidente da Sociedade dos Engenheiros Mecânicos dos Estados Unidos.

## Publicações selecionadas
- Kotb, Madiha Mahmoud, Bounce response of Canadian MAGLEV vehicle under periodic and stochastic excitations from the guideways. Masters thesis, Concordia University, 1980.

Artigos selecionados
- Kotb, Madiha El Mehelmy. "An Ability to Adapt and Change." Mechanical Engineering, 136.11 (2014): 36–37.